# Qaraqoyunlu (Bərdə)
Qaraqoyunlu è un comune dell'Azerbaigian situato nel distretto di Bərdə. Conta una popolazione di 702 abitanti.